# Rhinosimus planirostris
Rhinosimus planirostris es una especie de coleóptero de la familia Salpingidae.

## Distribución geográfica
Habita en Europa y en el Magreb.